# Susanne Kreher
Susanne „Susi“ Kreher (* 20. Dezember 1998 in Annaberg-Buchholz) ist eine deutsche Skeletonpilotin und ehemalige Leichtathletin.

## Karriere
Susanne Kreher wechselte im Jahr 2015 von der Leichtathletik zum Skeleton und startet für den BSC Sachsen Oberbärenburg, wo sie von David Friedrich, dem Landestrainer von Sachsen, trainiert wird. Sie gab ihr Debüt im Skeleton-Europacup am 10. November 2016 in Innsbruck auf dem Olympia Eiskanal Igls und belegte dabei den sechsten Platz. Ihr erster und bisher einziger Sieg im Europacup gelang ihr am 12. Januar 2018 auf ihrer Heimbahn in Altenberg. Im ENSO-Eiskanal gewann sie den Wettbewerb vor Corinna Leipold und Alina Tararytschenkowa. Durch ihre Leistungen qualifizierte sie sich erstmals für die Skeleton-Juniorenweltmeisterschaften, welche 2018 auf dem Olympia Bob Run St. Moritz–Celerina ausgetragen wurden. Dabei sicherte sie sich hinter Anna Fernstädt und Julija Kanakina die Bronzemedaille.
In der Saison 2018/19 startete sie im Intercontinental-Cup und gab am 23. November 2018 in der Veltins-Eisarena in Winterberg ihr Debüt. Sie belegte bei ihrem ersten Wettbewerb den sechsten Platz und sie konnte bereits ihr drittes Rennen im Intercontinental-Cup gewinnen. Beim Wettbewerb in Park City siegte sie am 19. Januar 2019 vor Anna Fernstädt und Kelly Curtis. Zudem gelang es ihr das letzte Rennen der Saison am 20. Januar 2019 in Lake Placid zu gewinnen. Dabei setzte sie sich vor Ashleigh Fay Pittaway und Anna Fernstädt durch. Über die gesamte Saison sammelte sie 626 Punkte und belegte damit in der Gesamtwertung den vierten Platz. Zudem nahm sie an der Junioren-Weltmeisterschaft 2019 auf der Kunsteisbahn Königssee in Schönau am Königssee teil und belegte dabei den sechsten Platz.
Vor der Saison 2019/20 konnte sie die deutschen Anschub-Meisterschaften, welche am 5. November 2019 ausgetragen wurden, vor Sophia Griebel und Tina Hermann. Zudem konnte sich Susanne Kreher am 9. November 2019 bei den deutschen Meisterschaften im Skeleton hinter Tina Hermann und Jacqueline Lölling die Bronzemedaille sichern. Auch in der Saison 2019/20 geht sie im Intercontinental-Cup an den Start und der Saisonstart glückte ihr. Die ersten beiden Wettbewerbe auf der Olympia-Bahn in Sotschi konnte sie für sich entscheiden. Beim ersten Wettbewerb siegte sie am 23. November 2019 vor Renata Chusina und Alena Frolova. Einen Tag später setzte sie sich vor Renata Chusina und Madelaine Smith durch. Am darauffolgenden Intercontinentalcup-Wochenende konnte sie in Winterberg ihr insgesamt fünften Sieg in dieser Rennserie feiern. Den Wettbewerb am 7. Dezember 2019 gewann sie vor Hannah Neise und Katie Uhlaender. Am Ende der Saison belegte sie in der Gesamtwertung des Intercontinentalcups 2019/20 den zweiten Platz hinter Kelly Curtis und vor Katie Uhlaender.
Weil Sophia Griebel aufgrund einer Krankheit ausfiel, feierte Susanne Kreher am 17. Januar 2020 ihr Debüt im Weltcup. Bei den Wettbewerb in Innsbruck auf dem Olympia Eiskanal Igls belegte sie den sechsten Platz. Mit den 176 Punkten, welche sie in dem Rennen sammeln konnte, belegte sie im Gesamtweltcup den 28. Platz. Bei der Skeleton-Juniorenweltmeisterschaft 2020, welche in der Veltins-Eisarena in Winterberg ausgetragen wurden, belegte sie den zweiten Platz hinter Anna Fernstädt und vor Hannah Neise. Bei dem Wettbewerb zog sie sich eine Verletzung zu und verpasste dadurch die Möglichkeit, sich in einen teaminternen Duell noch für die Bob- und Skeleton-Weltmeisterschaften 2020 in Altenberg zu qualifizieren.
Im Januar 2023 gewann Kreher bei den Bob- und Skeleton-Weltmeisterschaften in St. Moritz unerwartet im Skeleton-Einzel-Wettbewerb der Frauen die Goldmedaille.
Kreher lebt in Dresden.

## Erfolge

### Weltcup-Siege
| Nr. | Datum              | Ort       | Bahn                                 |
| --- | ------------------ | --------- | ------------------------------------ |
| 1.  | 16. Februar 2024 † | Altenberg | Rennschlitten- und Bobbahn Altenberg |

### Europacup-Siege
| Nr. | Datum           | Ort       | Bahn                                 |
| --- | --------------- | --------- | ------------------------------------ |
| 1.  | 12. Januar 2018 | Altenberg | Rennschlitten- und Bobbahn Altenberg |

### Intercontinentalcup-Siege
| Nr. | Datum             | Ort         | Bahn                                 |
| --- | ----------------- | ----------- | ------------------------------------ |
| 1.  | 19. Januar 2019   | Park City   | Bobbahn Park City                    |
| 2.  | 25. Januar 2019   | Lake Placid | Olympia-Bobbahn Mount Van Hoevenberg |
| 3.  | 23. November 2019 | Sotschi     | Sliding Center Sanki                 |
| 4.  | 24. November 2019 | Sotschi     | Sliding Center Sanki                 |
| 5.  | 7. Dezember 2019  | Winterberg  | Veltins-Eisarena                     |